# Vrede (Ruth Jacott)
Vrede is een single van Ruth Jacott uit 1993. Het is afkomstig van haar debuutalbum Ruth Jacott. Dat gehele album is geproduceerd door Hans Vermeulen, alleen het nummer Vrede wijkt daarvan af met Eric van Tijn en Jochem Fluitsma. De single zou weer geheel geproduceerd zijn door Vermeulen. In de achtergrond zijn te horen Humphrey Campbell, destijds "meneer Jacott", Julya Lo'ko, Han van Eik, Rocq-e Harrell en Pim Roos.
Jacott was uitgenodigd voor het Nationaal Songfestival 1993. Zij zong daar een achttal liedjes, waarvan Vrede van Henk Westbroek werd verkozen tot uitzending naar het Eurovisiesongfestival 1993. Alle liedjes die zij op het nationale songfestival zong kwamen ook op het album. Jacott werd zesde op het festival in een deelnemersveld van vijfentwintig.
Einstein in reverse is de Engelstalige versie. Opnamen vonden plaats in de Wisseloord Studio's.
In 2016 nam rapper I Am Aisha (dochter van Mai Tai-zangeres Jetty Weels) een bewerking op van Vrede in een aflevering van Ali B op volle toeren.

## Hitnoteringen
Voor het eerst sinds jaren kreeg een Nederlandse inzending voor het Eurovisiesongfestival een behoorlijke plaats in de hitparades.

### Nederlandse Top 40
| Positie: | 37 | 34 | 28 | 24 | 18 | 16 | 24 | uit |

### Mega Top 50
| Positie: | 38 | 29 | 25 | 18 | 16 | 19 | 33 | 36 | uit |

### NPO Radio 2 Top 2000
| Nummer met noteringen in de NPO Radio 2 Top 2000 | '99 | '00 | '01  | '02  | '03  | '04  | '05  | '06  | '07  | '08  |
| ------------------------------------------------ | --- | --- | ---- | ---- | ---- | ---- | ---- | ---- | ---- | ---- |
| Vrede                                            | 739 | 845 | 1280 | 1268 | 1261 | 1472 | 1524 | 1531 | 1919 | 1534 |

1. ↑  Een vetgedrukt getal geeft de hoogste notering aan.
2. ↑  Deze tabel is bijgewerkt tot en met de laatste editie (2024).

1956: De vogels van Holland / Voorgoed voorbij · 1957: Net als toen · 1958: Heel de wereld · 1959: 'n Beetje · 1960: Wat een geluk · 1961: Wat een dag · 1962: Katinka · 1963: Een speeldoos · 1964: Jij bent mijn leven · 1965: 't Is genoeg · 1966: Fernando en Filippo · 1967: Ring-dinge-ding · 1968: Morgen · 1969: De troubadour · 1970: Waterman · 1971: Tijd · 1972: Als het om de liefde gaat · 1973: De oude muzikant · 1974: Ik zie een ster · 1975: Ding-a-dong · 1976: The party's over · 1977: De mallemolen · 1978: 't Is O.K. · 1979: Colorado · 1980: Amsterdam · 1981: Het is een wonder · 1982: Jij en ik · 1983: Sing me a song · 1984: Ik hou van jou · 1986: Alles heeft ritme · 1987: Rechtop in de wind · 1988: Shangri-la · 1989: Blijf zoals je bent · 1990: Ik wil alles met je delen · 1992: Wijs me de weg · 1993: Vrede · 1994: Waar is de zon · 1996: De eerste keer · 1997: Niemand heeft nog tijd · 1998: Hemel en aarde · 1999: One good reason · 2000: No goodbyes · 2001: Out on my own · 2003: One more night · 2004: Without you · 2005: My impossible dream · 2006: Amambanda · 2007: On top of the world · 2008: Your heart belongs to me · 2009: Shine · 2010: Ik ben verliefd (sha-la-lie) · 2011: Never alone · 2012: You and me · 2013: Birds · 2014: Calm after the storm · 2015: Walk along · 2016: Slow down · 2017: Lights and shadows · 2018: Outlaw in 'em · 2019: Arcade · 2020: Grow · 2021: Birth of a new age · 2022: De diepte · 2023: Burning daylight · 2024: Europapa